# Тоннель (Приморский край)
Тонне́ль  — посёлок при железнодорожном тоннеле на Транссибирской магистрали в Надеждинском районе Приморского края, входит в состав Надеждинского сельского поселения.

## География
Посёлок находится близ федеральной трассы М60 «Уссури», на расстоянии 7,5 км от села Вольно-Надеждинское, административного центра района, и 44 км от города Владивосток, административного центра края

## Население
| 2002 | 2004 | 2005 | 2008 | 2010 |
| ---- | ---- | ---- | ---- | ---- |
| 31   | ↘30  | →30  | →30  | ↗32  |

## Улицы
В посёлке имеются две улицы: 9237 км и Тоннельная.

## Инфраструктура
Большинство домов используются как дачи.